# Таран, Александр Иванович
Алекса́ндр Ива́нович Тара́н (12 сентября 1940, Ворошилов, Приморский край — 15 мая 2008, Таганрог, Ростовская область) — первый секретарь Таганрогского горкома КПСС (1987—1991).

## Биография
Александр Таран родился 12 сентября 1940 года в Уссурийске Приморского края.
В 1961 году окончил факультет конструирования сельскохозяйственных машин Ростовского института сельхозмашиностроения. По окончании института направлен на работу в ГСКБ Таганрога. Затем работал в Ростовском филиале ГСКБ, где прошел путь от инженера-конструктора до заведующего отделом. С 1973 года на партийной работе.
С 1987 по 1991 год занимал должность первого секретаря Таганрогского горкома КПСС.
С 1991 года работал исполнительным директором Ассоциации промышленных предприятий юга России.